# Trałowce projektu 206F
Trałowce projektu 206F – seria 12 polskich trałowców bazowych z lat 60. XX wieku, nazywanych też typem Orlik od pierwszego okrętu serii, a w kodzie NATO typem Krogulec. Jednostki mierzyły 58,2 metra długości, 7,97 metra szerokości i miały zanurzenie 2,14 metra, a ich wyporność pełna wynosiła 470 ton. Uzbrojone były w trzy podwójne zestawy działek automatycznych 2M-3M kalibru 25 mm i bomby głębinowe, a ponadto były przystosowane do przewozu i stawiania min morskich.
Wszystkie okręty zostały zbudowane w Stoczni im. Komuny Paryskiej w Gdyni w latach 1961–1966, a do służby w Marynarce Wojennej przyjęto je w latach 1963–1967. Intensywnie eksploatowane jednostki cały okres służby spędziły w 13. Dywizjonie Trałowców 9. Flotylli Obrony Wybrzeża w Helu. W latach 1998–2000 trzy okręty zostały przebudowane na niszczyciele min projektu 206FM. Pozostałe jednostki zostały skreślone z listy floty po kilkudziesięcioletnim okresie użytkowania w latach 1989–2002.

## Projekt i budowa

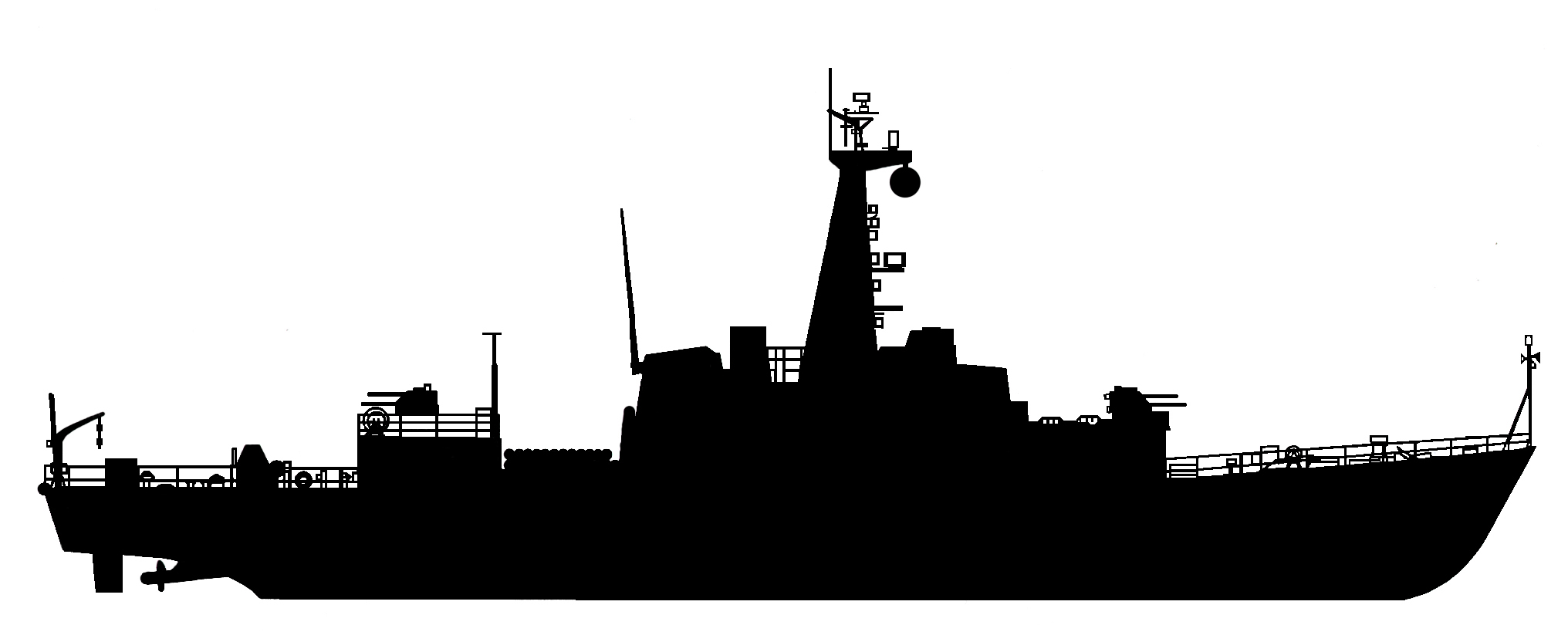
Sylwetka trałowca proj. 206F

Prace nad nowym typem trałowca rozpoczęły się w gdańskim Centralnym Biurze Konstrukcji Okrętowych nr 2 w 1958 roku, w celu zastąpienia służących od 1946 roku trałowców proj. 253Ł. Nowe okręty miały być więc początkowo trałowcami redowymi, zdolnymi do prowadzenia trałowań kontaktowych i niekontaktowych w rejonie baz morskich i stawiania niewielkich zagród minowych, o wyporności około 200 ton, prędkości 18 węzłów, zasięgu 3000 Mm, uzbrojeniu składającym się z dwóch działek kal. 45 mm i czterech wkm kal. 14,5 mm i standardowym dla końca lat 50. wyposażeniu trałowym. Dowództwo Marynarki Wojennej opublikowało jednocześnie wymagania na nowy trałowiec bazowy o wyporności 570 to, mimo trwania przygotowań do podjęcia licencyjnej produkcji radzieckich trałowców proj. 254. CKBO nr 2 pod kierownictwem inż. Henryka Andrzejewskiego przygotowało zarówno projekt trałowca redowego (pod oznaczeniem 206), jak też cztery projekty większego trałowca bazowego (proj. 250–253). Po wielu dyskusjach postanowiono zaprzestać prac nad trałowcami bazowymi proj. 250–253 na rzecz przekształcenia w trałowiec bazowy jednostki projektu 206. W 1959 roku CKBO nr 2 opracował zmodyfikowany projekt trałowca o wyporności 425 ton, którego napęd miały stanowić włoskie silniki wysokoprężne FIAT – wobec braku odpowiednich jednostek napędowych produkowanych w państwach socjalistycznych. Projekt (pod oznaczeniem B206F) został przyjęty do realizacji w grudniu 1959 roku przez Ministra Obrony Narodowej, lecz ostateczny projekt techniczny zatwierdzono w Dowództwie MW dopiero 19 lutego 1962 roku. Koszty dokumentacji wyniosły 1,7 mln zł, budowa prototypu (przyszłego „Orlika”) kosztowała 80 mln zł, a koszt seryjnego okrętu wyniósł 65,5 mln zł. Roczny limit eksploatacyjny jednostki określono na 700 godzin, a żywotność konstrukcji na 20 lat.
Wszystkie okręty projektu 206F powstały w Stoczni im. Komuny Paryskiej w Gdyni (numery stoczniowe 206F/1 – 206F/12). Nadzór wojskowy nad ich budową sprawował kmdr ppor. inż. Konstanty Cudny. Stocznia zastosowała metodę budowy kadłubów jednostek z sekcji, łączonych na pochylni (opracowaną wcześniej w celu masowej budowy trawlerów). Stępki okrętów położono w latach 1961–1966, a zwodowane zostały w latach 1962–1966. Trałowce otrzymały tradycyjne dla polskich okrętów minowych nazwy pochodzące od ptaków.
| Okręt                | Stocznia | Początek budowy  | Wodowanie            | Wejście do służby | Los                                                                   |
| -------------------- | -------- | ---------------- | -------------------- | ----------------- | --------------------------------------------------------------------- |
| ORP „Orlik” (613)    | Gdynia   | 1 września 1961  | 30 maja 1962         | 24 sierpnia 1963  | wycofany 16 października 1989                                         |
| ORP „Krogulec” (614) | Gdynia   | 6 czerwca 1962   | 7 listopada 1962     | 10 listopada 1963 | wycofany 16 października 1989                                         |
| ORP „Jastrząb” (615) | Gdynia   | 13 lipca 1962    | 13 lutego 1963       | 4 stycznia 1964   | wycofany 25 kwietnia 1990                                             |
| ORP „Kormoran” (616) | Gdynia   | 26 kwietnia 1963 | 30 grudnia 1963      | 10 stycznia 1965  | wycofany 15 czerwca 1993                                              |
| ORP „Czapla” (617)   | Gdynia   | 16 sierpnia 1963 | 13 czerwca 1964      | 4 lipca 1965      | wycofany 25 kwietnia 1990                                             |
| ORP „Albatros” (618) | Gdynia   | 8 czerwca 1964   | 15 kwietnia 1965     | 6 listopada 1965  | wycofany 2 grudnia 1994                                               |
| ORP „Pelikan” (619)  | Gdynia   | 2 lutego 1965    | 26 października 1965 | 7 czerwca 1966    | wycofany 15 grudnia 1993                                              |
| ORP „Tukan” (620)    | Gdynia   | 6 lipca 1965     | 30 grudnia 1965      | 19 sierpnia 1966  | wycofany 2 października 2000                                          |
| ORP „Flaming” (621)  | Gdynia   | 7 stycznia 1966  | 5 maja 1966          | 27 września 1966  | przebudowany na niszczyciel min proj. 206FM, wycofany 4 grudnia 2020  |
| ORP „Rybitwa” (622)  | Gdynia   | 12 maja 1966     | 30 sierpnia 1966     | 15 kwietnia 1967  | wycofany 5 stycznia 2002                                              |
| ORP „Mewa” (623)     | Gdynia   | 18 lipca 1966    | 22 grudnia 1966      | 21 maja 1967      | przebudowany na niszczyciel min proj. 206FM, wycofany 30 grudnia 2019 |
| ORP „Czajka” (624)   | Gdynia   | 12 września 1966 | 17 grudnia 1966      | 23 czerwca 1967   | przebudowany na niszczyciel min proj. 206FM, wycofany 8 grudnia 2021  |

## Dane taktyczno-techniczne
Okręty były gładkopokładowymi, pełnomorskimi trałowcami przystosowanymi do pływania w warunkach częściowego oblodzenia. Długość całkowita wynosiła 58,2 metra, szerokość 7,97 metra i zanurzenie 2,14 metra. Wysokość boczna miała wielkość 4 metry. Wykonany ze stali, całkowicie spawany kadłub jednostek został wzmocniony w celu zwiększenia odporności na podwodne wybuchy. Podzielony był na siedem przedziałów wodoszczelnych: (od dziobu): I – forpik (magazyn bosmański, sprzętu okrętowego i żywnościowy, skrzynia łańcuchowa i winda kotwiczna), II – stacja radiolokacyjna oraz magazyn artyleryjski i elektryczny, III – pomieszczenia mieszkalne oraz pomieszczenie żyrokompasów i centrali artyleryjskiej, IV – siłownia pomocnicza, V – siłownia główna z centrum sterowania napędem, VI – rufowe pomieszczenie załogi i VII – magazyn sprzętu trałowego, maszyna sterowa i zrzutnie bomb głębinowych. W najniższym poziomie kadłuba mieściły się zbiorniki paliwa, wody słodkiej i użytkowej oraz wały napędowe. Na dolnym poziomie nadbudówki znajdowały się kabiny oficerów, mesa, kuchnia, sanitariaty i podręczne magazyny żywności. W górnej części mieściła się sterówka oraz kabiny: radiowa, nawigacyjna i sonaru oraz, na pokładzie sygnałowym, pokryte brezentowym dachem stanowisko dowodzenia i lekki, trójpodporowy maszt z antenami urządzeń radiotechnicznych. Wyporność standardowa wynosiła 426 ton, a pełna 470 ton.
Okręty napędzane były przez dwa nienawrotne, turbodoładowane 12-cylindrowe czterosuwowe silniki wysokoprężne w układzie V FIAT 2312 SS o maksymalnej mocy 1324 kW (1800 KM) każdy (nominalna moc wynosiła 1400 KM przy 920 obr./min), poruszające poprzez przekładnie redukcyjne Lohman GUB dwiema śrubami nastawnymi Lips-Schelde. Prędkość maksymalna wynosiła 18,4 węzła (ekonomiczna – 17 węzłów). Okręty mogły zabrać 55,5 tony paliwa okrętowego , co zapewniało zasięg wynoszący 2000 Mm przy prędkości 17 węzłów. Na rufie znajdowały się dwa podwieszane, zrównoważone stery, poruszane maszynką sterową MS25. Energię elektryczną zapewniały cztery brytyjskie generatory główne Ruston S324M o mocy 60 kVA każdy (składające się z prądnicy i silnika Leyland SW400 o mocy 72 KM przy 1500 obr./min), generator postojowy S322M o mocy 27 kVA oraz generator trału elektromagnetycznego M50. Autonomiczność okrętów wynosiła 12 dób. Jednostki mogły bezpiecznie pływać przy stanie morza 8, a zadania trałowe wykonywać do stanu morza 4, z prędkością od 0 do 12 węzłów.

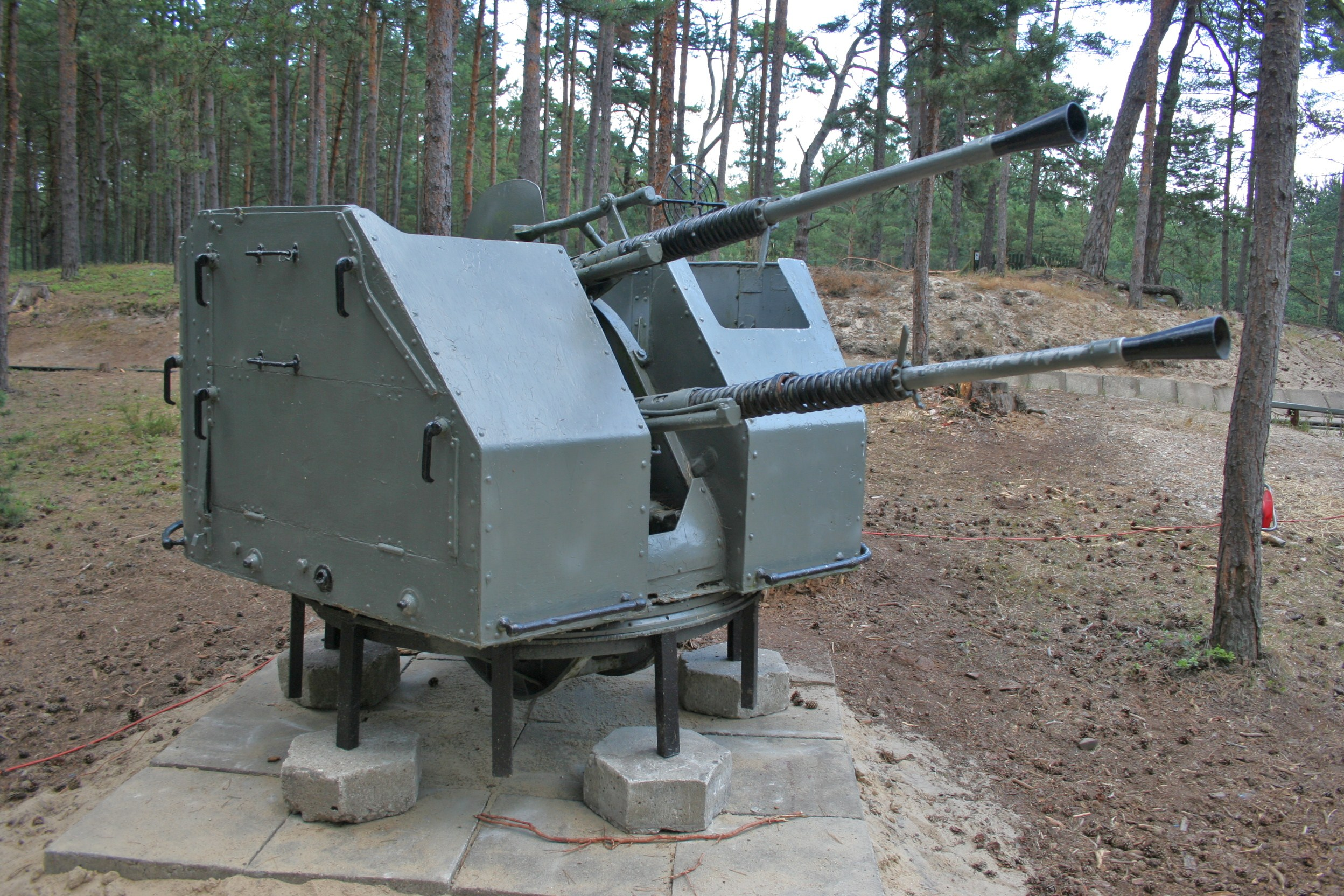
Zestaw artyleryjski 2M-3M kal. 25 mm

Uzbrojenie artyleryjskie jednostek stanowiły trzy podwójne zestawy działek automatycznych 2M-3M kal. 25 mm, z łącznym zapasem amunicji wynoszącym 6000 naboi, umieszczone przed nadbudówką na osi symetrii okrętu (jedno stanowisko) oraz na nadbudówce rufowej (dwa stanowiska obok siebie). Broń ZOP stanowiły dwie podpokładowe zrzutnie bomb głębinowych z łącznym zapasem 12 bomb B-1. Ponadto okręty posiadały dwa pokładowe tory minowe, na których mógł zamiennie przenosić: 10 min typu KB lub AMD-500, 16 wz. 08/39 lub 8 typu AMD-1000. Załoga uzbrojona była także w broń indywidualną, którą stanowiły 22 kbk AK i 8 pistoletów, z łącznym zapasem 17 000 sztuk amunicji.
Początkowe wyposażenie trałowe stanowiły: trał kontaktowy MT-2, elektromagnetyczny TEM-52M i akustyczny BAT-2. Wyposażenie radioelektroniczne obejmowało system rozpoznawczy „swój-obcy” typu Kremnij-2, radiostację UKF R-609M, nadajnik KF R-644, odbiornik KF R-671, odbiornik pełnozakresowy R-619, radionamiernik ARP-50-1,2M, sonar Tamir-11M (MG-11M), radar obserwacji ogólnej Lin-M i system radionawigacji Rym-K. Jednostki wyposażone była też w zrzutnie dla 8 świec dymnych MDSz, żyrokompas Kurs-4, kompasy magnetyczne UKPM-1M i UKPM-3M, echosondę NEŁ-5, log MGŁ-25 i pracujący w podczerwieni system pływania zespołowego Chmiel.
Trałowce zostały dostosowane do biernej obrony przeciwatomowej i przeciwchemicznej. W tym celu zbudowano trzy pomieszczenia z urządzeniami filtrowentylacyjnymi, a także zamontowano urządzenia dozymetryczne oraz rurociągi do zraszania i spłukiwania okrętu. Wyposażenie uzupełniały urządzenia demagnetyzacyjne.
Załoga pojedynczego okrętu składała się z 49 osób – 5 oficerów, 16 podoficerów i 28 marynarzy .

## Służba

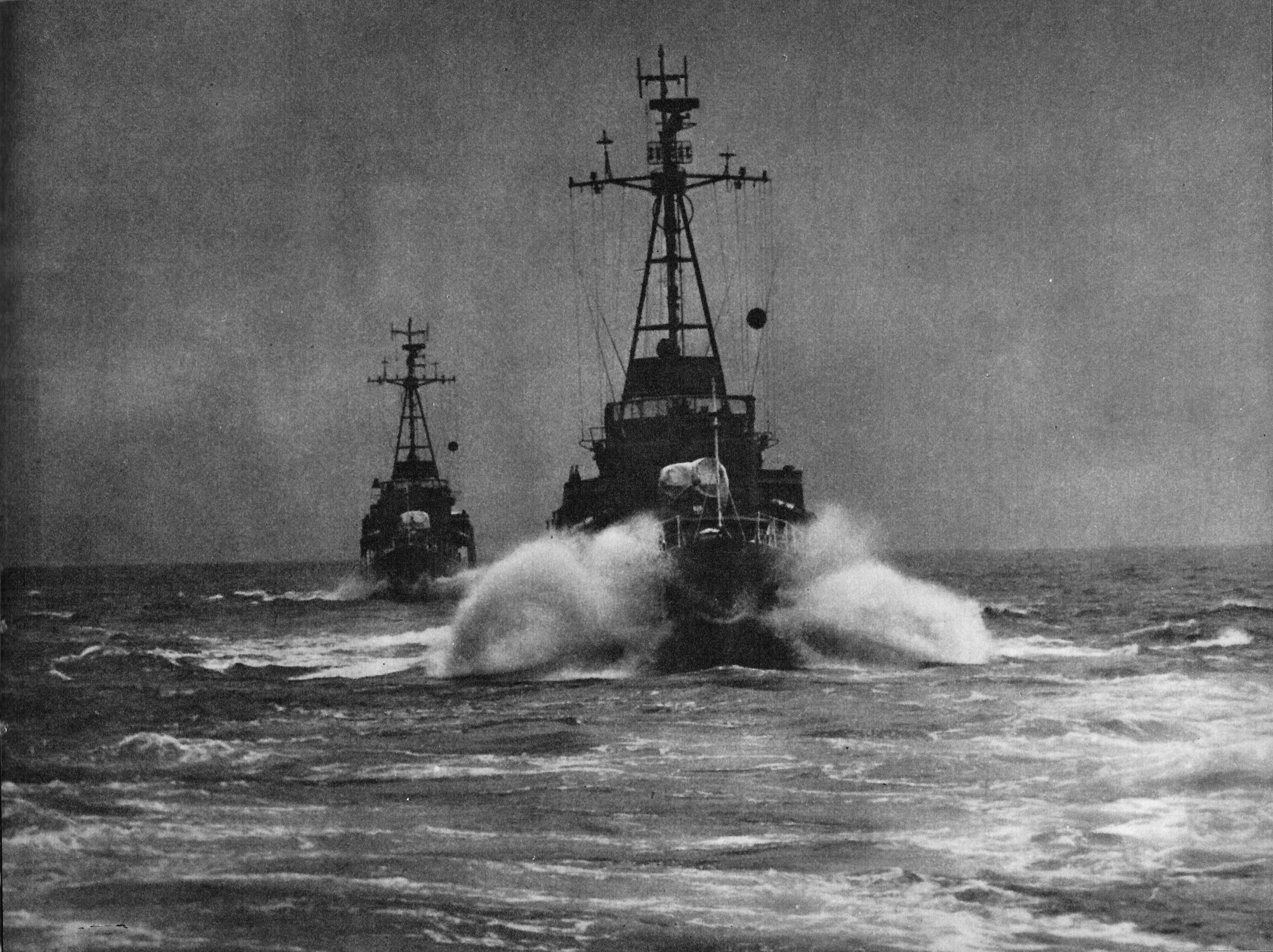
Polskie trałowce proj. 206F w morzu

Pierwszy ze zbudowanych trałowców proj. 206F – ORP „Orlik” – został wcielony do służby w Marynarce Wojennej 24 sierpnia 1963 roku, w obecności Szefa Sztabu Generalnego Wojska Polskiego gen. broni Jerzego Bordziłowskiego i dowódcy Marynarki Wojennej wiceadm. Zdzisława Studzińskiego. Pozostałe 11 okrętów trafiło do służby w kolejnych latach – jako ostatnia pierwszy raz podniosła banderę 23 czerwca 1967 roku ORP „Czajka”. Okręty z numerami burtowymi 613–624 weszły w skład 13. Dywizjonu Trałowców 9. Flotylli Obrony Wybrzeża, stacjonując na Helu. Zadaniem okrętów było poszukiwanie pól minowych i ich niszczenie, trałowanie rozpoznawcze i kontrolne, wytyczanie torów pływania i prowadzenie za trałami okrętów lub ich zespołów. Trałowce brały udział w niemal wszystkich ważniejszych ćwiczeniach polskich okrętów oraz manewrach flot Układu Warszawskiego, uczestnicząc też często w unieszkodliwianiu niewybuchów pochodzących z okresu II wojny światowej.
Na początku lat 70. trałowce typu Orlik podzielone były na cztery trzyokrętowe grupy 13. Dywizjonu Trałowców. W latach 1970–1974 okręty uczestniczyły w poszukiwaniu min na obszarze przeznaczonym pod budowę Portu Północnego w Gdańsku. W czerwcu 1975 roku, w związku z wprowadzeniem przez MW zmiennego systemu numeracji okrętów, jednostkom zmieniono numery burtowe na 643–654. W połowie 1976 roku dokonano kolejnej zmiany oznaczeń jednostek, które otrzymały numery 668–679. Do pierwotnych oznaczeń (613–624) okręty powróciły w połowie 1978 roku.
Podczas długoletniej służby modernizacji poddano wyposażenie radioelektroniczne okrętów: radar Lin-M został zastąpiony nowszym TRN-823, system „swój-obcy” Kremnij-2 wymieniono na Nichrom-RR, dodano też drugą stację radiolokacyjną SRN-206 lub SRN-2061. Usunięto również przestarzały system radionawigacji Rym-K, zastępując go nowocześniejszym Bras (z odbiornikiem Hals); zamontowano też odbiorniki brytyjskiego systemu radionawigacyjnego Decca – Pirs-1M. W pierwszej połowie lat 80. wzmocniono uzbrojenie przeciwlotnicze trałowców, instalując na wysokości komina po obu burtach dwie poczwórne wyrzutnie Fasta-4M rakiet przeciwlotniczych Strzała-2M (z łącznym zapasem 16 pocisków). Zmiany objęły również wyposażenie trałowe: trał kontaktowy MT-2 zmodernizowano do wariantu MT-2W (z przecinakami wybuchowymi), zainstalowano też nowy polski trał elektromagnetyczny TEM-PE-2 i głębokowodny, szybkobieżny trał akustyczny BGAT. Na kilku okrętach (m.in. ORP „Krogulec”, ORP „Pelikan”, ORP „Flaming” i ORP „Rybitwa”) wymieniono też zużyte jednostki napędowe FIATa, montując sześciocylindrowe silniki wysokoprężne Sulzer 6AL25/30 o maksymalnej mocy 1700 KM każdy (nominalnie 1100 KM przy 750 obr./min).
Na przełomie lat 80. i 90. XX wieku wysłużone trałowce zaczęto wycofywać ze służby: w 1989 roku zakończyły ją OORP „Orlik” i „Krogulec”, w 1990 roku „Jastrząb” i „Czapla”, w 1993 roku „Kormoran” i „Pelikan”, a w 1994 roku „Albatros”.

### Przebudowa trzech okrętów na niszczyciele min

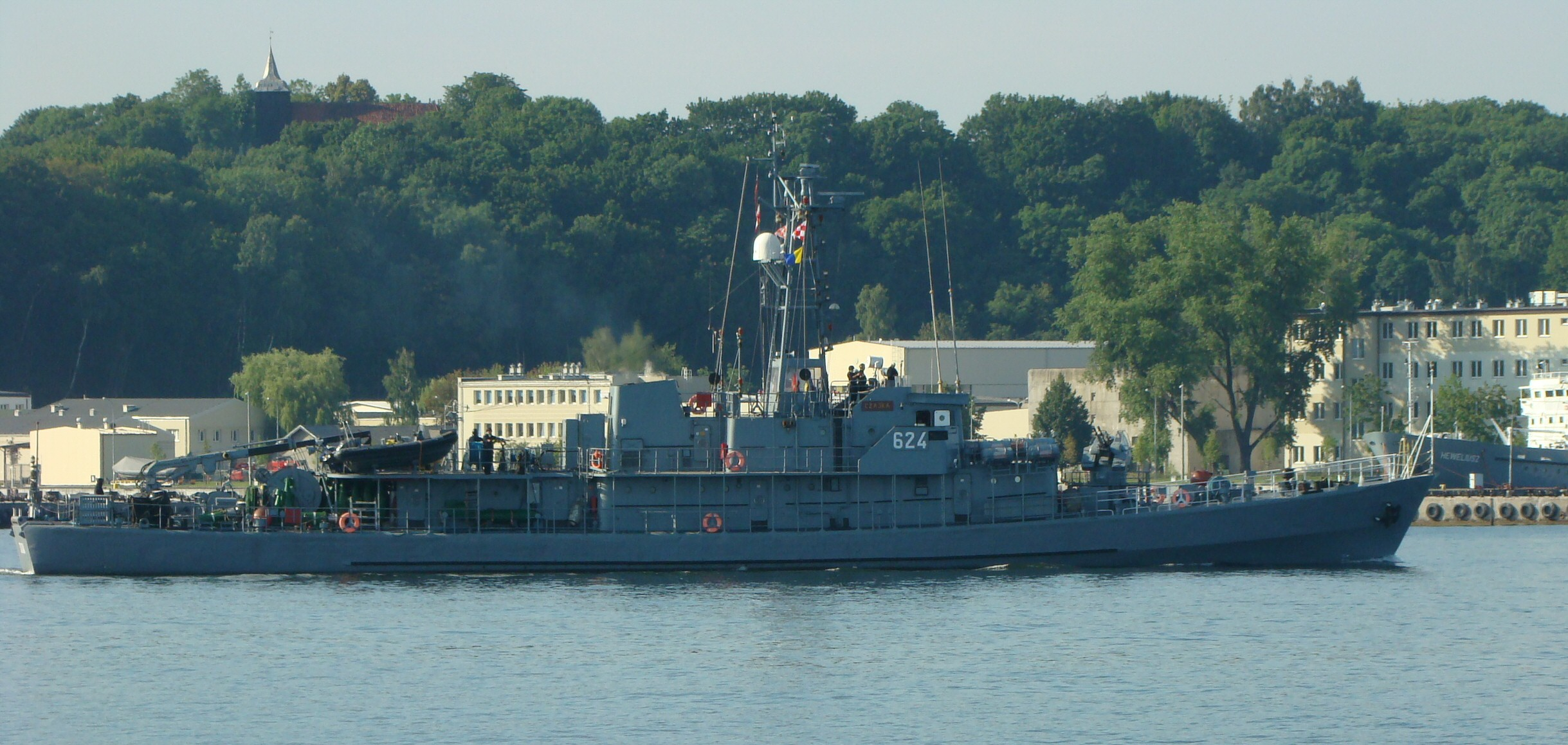
„Czajka” po przebudowie, 2017 rok

W latach 1998–1999 ORP „Mewa”, ORP „Czajka” i „Flaming” zostały wycofane ze służby i poddane konwersji na niszczyciele min proj. 206FM, która trwała do 1999 („Mewa”), 2000 („Czajka”) i 2001 roku („Flaming”). Projekt modernizacji opracowano w Stoczni Marynarki Wojennej w Gdyni i tam też przeprowadzono prace. Przebudowie uległa większość pomieszczeń i struktura wewnętrzna kadłuba, podzielonego od tej pory na 10 przedziałów wodoszczelnych. Wymieniono część poszycia, a okręty zyskały całkowicie nową, większą nadbudówkę, komin i trójnożny maszt. W nadbudówce znalazły miejsce m.in. główne stanowisko dowodzenia, a także dwuprzedziałowa komora dekompresyjna szczecińskiej firmy Aquaticus, przeznaczona dla nowych członków załogi – płetwonurków. Zamiast trzech stanowisk działek kal. 25 mm zamontowano jeden zestaw rakietowo-artyleryjski ZU-23-2MR Wróbel II z dwoma działkami kal. 23 mm, pozostawiono dwie poczwórne wyrzutnie rakiet Strzała-2M, natomiast pozbawiono okręty zrzutni bomb głębinowych. Tory minowe okrętów zostały przystosowane do zabierania zamiennie: 12 min typu OS, 12 min typu MMD-1, 12 min typu MMD-2 lub 6 min typu OD. Zmodernizowano też wyposażenie przeciwminowe, które prócz trału kontaktowego MT-2W (z przecinakami wybuchowymi Boforsa) stanowiły: trał elektromagnetyczny TEM-PE-2MA i trał akustyczny MTA-2, a także dwa pojazdy podwodne systemu Ukwiał (zaprojektowane i zbudowane na Politechnice Gdańskiej). Zmianom uległo też wyposażenie radioelektroniczne, które składało się od tej pory z systemu wspomagania dowodzenia Pstrokosz, radaru nawigacyjnego Decca Bridge Master, stacji hydrolokacyjnej SHL-100MA, holowanej stacji hydrolokacyjnej SHL-200 Flaming B, systemu dokładnej nawigacji Jemiołuszka i systemu rozpoznawczego „swój-obcy” Supraśl. Na okrętach znalazły się także: zestaw cyfrowych map ECDIS firmy FIN Skog, radiostacje HF i UHF firmy Rohde & Schwarz, żyrokompas światłowodowy firmy C.Plath, log dopplerowski firmy STN Atlas i rozgłośnia ogólnookrętowa MORS. Zamontowano też zestaw sześciu wyrzutni celów pozornych WNP81/9 Jastrząb, a na „Mewie” i „Czajce” zużyte jednostki napędowe FIATA zamieniono na silniki wysokoprężne Cegielski-Sulzer 6AL25/30. Wymieniono również na nowe zespoły prądotwórcze. W odróżnieniu od pozostałych przebudowanych okrętów proj. 206FM, „Flaminga” wyposażono w norweski ster strumieniowy firmy Brunvoll (na dziobie) i niemiecki pędnik azymutalny firmy Schottel (na rufie), kontrolowane przez polski system dynamicznego pozycjonowania szczecińskiej firmy Autocomp. Ważną z punktu widzenia ochrony środowiska modyfikacją było zamontowanie nowej oczyszczalni ścieków oraz zbiorników oleju odzyskanego i wód zaolejonych, a także odsalacza wody morskiej. Zainstalowanie nowego wyposażenia spowodowało wzrost wyporności pełnej do 507 ton i zwiększenie liczebności załogi do 54 osób. Koszt modernizacji trzech okrętów zamknął się w kwocie 110 mln zł.

### Dalsze lata służby
Ostatnie dwa nieprzebudowane trałowce proj. 206F zostały wycofane ze służby w 2000 (ORP „Tukan”) i 2002 roku (ORP „Rybitwa”) . Natomiast trzy zmodernizowane jednostki rozpoczęły aktywną służbę, wchodząc naprzemiennie w skład stałych zespołów obrony przeciwminowej NATO i uczestnicząc w wielu międzynarodowych manewrach oraz ćwiczeniach, likwidując niebezpieczne pozostałości po II wojnie światowej na wodach polskich i obcych.
Ze względu na zużycie 30 grudnia 2019 roku po ponad 52-letniej służbie po raz ostatni opuszczono banderę na ORP „Mewa”, a 4 grudnia 2020 roku ten sam los spotkał „Flaminga” (po 54 latach służby). Ostatni z okrętów proj. 206FM, „Czajka”, został wycofany ze służby 8 grudnia 2021 roku .